# 善照寺 (杉並区)
善照寺（ぜんしょうじ）は、東京都杉並区にある浄土真宗本願寺派の寺院。

## 概要
創建年代は不明である。元々は相模国小田原に位置していたが、小田原合戦の際に焼失してしまった。
その後、新領主の徳川家康の居城である江戸に移って、江戸市中を転々とした。
同宗派の西本願寺が浜町御坊（後の築地本願寺）を建立すると、浜町御坊の寺中に入った。その後昭和初期までは、築地本願寺とともに歴史を歩んだ。
1923年（大正12年）の関東大震災で焼失し、1928年（昭和3年）に築地本願寺から分かれて現在地に移転した、その後も1945年（昭和20年）の空襲で罹災したが、1970年（昭和45年）に復興を果たした。

## 交通アクセス
- 京王線・東急世田谷線下高井戸駅より徒歩5分。